# 蘇丹護照
蘇丹護照是蘇丹共和國簽發給其公民用於國外旅行的證件。
根据2025年1月8日发布的亨利护照指数，苏丹护照可免签证、落地签证或电子签证入境43个国家和地区，位居世界第97。

## 種類
2009年5月起蘇丹共和國開始向公民簽發生物特徵護照，新的生物特徵護照共分為3種：
1. 公民護照（普通護照）：簽發給普通公民，共有48頁，有效期5年。
2. 商務護照：簽發給需要頻繁出國的商人和婦女，共有64頁，有效期7年。
3. 較小型的護照，共32頁，僅簽發給兒童。

持照人的個人信息儲存在微處理晶片中。成人申請新護照的費用約為250鎊（100美元），學生為200鎊，兒童為100鎊。

## 格式與外觀
封面自上而下分別印有阿拉伯语‎和英语（國名“蘇丹共和國”）、蘇丹國徽、阿拉伯语‎和英语（護照）以及生物特徵護照的標誌。